# SUPER ROCK '85 IN JAPAN
SUPER ROCK '85 IN JAPAN（スーパー・ロック '85 イン・ジャパン）は、1985年8月10日から翌8月11日の朝にかけて行われたロック・フェスティバルである。

## 概要
企画・制作は、前年に開催されたSUPER ROCK '84 IN JAPANに引き続いて、フェスティバルと音楽舎。
会場は、東京臨海副都心として開発が進められる前の台場地区の埋立地の一角（公称「東京湾お台場運動公園となり」）で行われた。
複数都市で開催された前年のSUPER ROCK '84 IN JAPANと異なり、東京1公演のみのオールナイト形式で開催される。出演者として、ディオをはじめとしたヘヴィメタル・ハードロック系のアーティスト以外に、スティングやフォリナーといったアーティストが参加していた。
チケット代は9,200円～7,200円。
当日は朝から雨が降っており、客席側の地面はぬかるんだ状態だった。また、EARTHSHAKERからスティングのステージが開始するまで約90分、フォリナーのステージ開始まで約70分のインターバルを要した。
「SUPER ROCK ～ IN JAPAN」名義のフェスティバルは、プロモーターである音楽舎の倒産もあり、本公演以降は開催されていない。

### 出演者
- EARTHSHAKER - 18時51分～[1]
- スティング - 21時15分～

The Dream of the Blue Turtles Tourの一環で来日
- フォリナー - 23時35分～
- ディオ - 26時13分（翌2時13分）～

アルバム『セイクレッド・ハート (Sacred Heart）』に伴うワールド・ツアーの初日であった
- ラフ・カット - 28時22分（翌4時22分）～
- ママズ・ボーイズ - 30時03分（翌6時03分）～

## 映像作品
- 『スーパー・ロック '85 イン・ジャパン／ベスト・ロッカーズ』 東芝、1985年　※ダイジェスト版

VHS：VTS-M142VH
VHD：VDS-M0121
ベータマックス : VTS-M142BH
- 『ディオ』 東芝、1985年

VHS：VTS-M146VH
VHD：VDS-M0131
ベータマックス : VTS-M146BH
- 『フォリナー』 東芝、1985年

VHS：VTS-M147VH
VHD：VDS-M0141
ベータマックス : VTS-M147BH
レーザーディスク：LVB-2007